# Френк Салдо
Франк Сальдо (10 липня 1882 — 1 червня 1939, при народжені Френк Гарольд Вуластон) — одним з перших культуристів, він і його брати Монте Салдо і Едвін Вуластон брали участь в одному з перших заходів серед стронґменів The Montague Brothers.

## Біографія

### Рані роки
Народився в районі Холлоуей в Лондоні, син Джорджа Фредеріка Вулстауна (1828–1896), виробника взуття, методиста проповідника і цілителя, і Аделаїди Марії (до шлюбу Грін) (1849–1923). Як і його старший брат Монте, Френк Салдо зацікавився культуризмом ще в молодомі віці. В 1901 році він відправився в Сорбонну вчитися фізіології. У той час як в Парижі він позував для написання портрета Ікара (художник Альберт Хертер) .З 1901 по 1902 він перебував в Crystal Palace в школі фізичної культури в районі Південного Лондона.

### Кар'єра
У 1903 році він приєднався до своїх братів Монте (Альфред Монтегю Вуластон) і Едвіна Джона Вулпстона для створення сценічної групи «The Montague Brothers». Згодом брати відправились в турне Європою. Під час туру брати з'явилися в Амстердамі, Дрездені, Гамбурзі, Саксонії, Празі та Парижі.

### Після закінчення кар'єри
Після закінчення кар'єри починає успішну співпрацю з Куртландом Палмероном. Перед переїздом до Нью-Йорку в період найбільшої популярності пише пісню для Неллі Мельби. Згодом пише пісню Для Вікторії Аморіс, яку вона пізніше виконала в Нью-Йорку. Багато подорожує Європою.

## Особисте жтиття
Він одружився з Гертрудою Етель (до шлюбу Тіммінс 1885–1965) в 1914 році Їхня донька Маріон Етель Френсіс Палмер (при народженні Вуластон) (1916–2006 рр) стала лікаркою і одружилася з членом парламенту.

## Смерть
Франк Салдо помер у лікарні Мідлесекс в червні 1939 року у віці 57 після інсульту.